# 热带风暴
熱帶風暴（英語：Tropical Storm，縮寫T.S.）是熱帶氣旋的一種，其中心附近持续風力為每小時63–87公里，即烈風程度的風力。在臺灣熱帶氣旋達到這個風力標準，與強烈热带风暴皆統稱為輕度颱風。
热带风暴的下一級為热带低氣壓，其上一級為強烈热带风暴。
在西北太平洋，如果聯合颱風警報中心（1999年之前）、日本氣象廳（2000年之後）將一熱帶氣旋升格為熱帶風暴，則該熱帶氣旋會被給予國際編號並命名。

| 猛烈颱風     | ≥105節 ≥194公里每小時      |
| 强烈颱風     | 85–104節 157–193公里每小時 |
| 颱風         | 64–84節 118–156公里每小時  |
| 強烈熱帶風暴 | 48–63節 88–117公里每小時   |
| 熱帶風暴     | 34–47節 63–87公里每小時    |
| 熱帶低氣壓   | 22–33節 41–62公里每小時    |

| 等級       | 等級       | 風速                       |
| 超級颱風   | 超級颱風   | ≥130節 ≥240公里每小時      |
| 颱風       | 颱風       | 63–129節 118–239公里每小時 |
| 熱帶風暴   | 熱帶風暴   | 34–62節 63–117公里每小時   |
| 熱帶低氣壓 | 熱帶低氣壓 | 22–33節 41–62公里每小時    |

| 超強颱風     | ≥100節 ≥185公里每小時     |
| 強颱風       | 81–99節 150–184公里每小時 |
| 颱風         | 64–80節 118–149公里每小時 |
| 強烈熱帶風暴 | 48–63節 88–117公里每小時  |
| 熱帶風暴     | 34–47節 63–87公里每小時   |
| 熱帶低氣壓   | 22–33節 41–62公里每小時   |

| 超强台风   | ≥51.4米每秒（≥16級） ≥185公里每小時          |
| 强台风     | 41.7–51.3米每秒（14–15級） 150–184公里每小時 |
| 台风       | 32.8–41.6米每秒（12–13級） 118–149公里每小時 |
| 强热带风暴 | 24.5–32.7米每秒（10–11級） 88–117公里每小時  |
| 热带风暴   | 17.5–24.4米每秒（8–9級） 63–87公里每小時     |
| 热带低压   | ≤17.4米每秒（≤7級） ≤62公里每小時            |